# Mabell Ogilvy, contessa di Airlie
Lady Mabell Frances Elizabeth Ogilvy, contessa di Airlie (nata Gore; Londra, 10 marzo 1866 – Londra, 7 aprile 1956), è stata una scrittrice inglese.

## Biografia
Era la figlia primogenita dell'allora, visconte Sudley, e di sua moglie, lady Edith, figlia di Robert Jocelyn, visconte Jocelyn. Sua madre morì nel 1871, e lei e le sue sorelle vennero cresciute dalla nonna materna, Lady Jocelyn. Vennero educati da governanti e ricevevano visite effettuate della duchessa di Teck a White Lodge, dove Mabell incontrò e fece amicizia con la figlia della duchessa, la futura regina Mary. Quando suo nonno, Philip Gore, IV conte di Arran, morì nel 1884 e suo padre ereditò il titoli, lei e le sue sorelle ebbero il diritto al prefisso nominale di Lady.

## Matrimonio
Il 19 gennaio 1886, sposò David Ogilvy, XI conte di Airlie, diventando contessa di Airlie. Ebbero sei figli:
- Lady Kitty Edith Blanche (1887-1969): sposò, in prime nozze, Sir Vincent Berkeley, sposò, in seconde nozze, Ralph Gerald Ritson;
- Lady Helen Alice Wyllington (1890-1973): sposò, in prime nozze, Clement Freeman-Mitford, sposò, in seconde nozze, Henry Brocklehurst;
- Lady Mabell Griselda Esther Sudley (1892-1918)
- David Ogilvy, XII conte di Airlie (1893-1968)
- Lord Bruce Arthur Ashley (1895-1976)
- Lord Patrick Julian Harry Stanley (1896-1917)

Allo scoppio della Seconda guerra di Boera, nel 1899, Lord Airlie raggiunse il suo reggimento, il XII reggimento dei Lancieri Reali, in Sudafrica, dove è stato ucciso in azione presso la battaglia di Diamond Hill, nel 1900. Lady Airlie cominciò a gestire Cortachy Castle, a nome del figlio maggiore, David. Nel 1902, divenne una Dama di compagnia alla sua vecchia amica, la principessa di Galles. Al momento dell'ascesa al trono di Giorgio V, nel 1910, Lady Airlie fu una Lady of the Bedchamber della regina.

## Prima guerra mondiale
Durante la prima guerra mondiale ha sostenuto la Croce Rossa ed è stata nominata Dama di Gran Croce dell'Ordine dell'Impero Britannico per i suoi servizi come presidente del Queen Alexandra's Royal Army Nursing Corps.
Tuttavia, ha subito perdite nella sua famiglia durante la guerra: il genero, Clement (figlio maggiore di Algernon Freeman-Mitford, I barone Redesdale), è stato ucciso in azione nel 1915, suo figlio minore, Patrick, è stato ucciso in azione nel 1917 e sua figlia, Mabell, è stato uccisa, durante l'allenamento dell'esercito a cavallo, nel 1918.

## Ultimi anni e morte
Nel 1953, morì la regina Mary, e Elisabetta II la nominò Dama di Gran Croce dell'Ordine Reale Vittoriano per i suoi molti anni di servizio. In seguito si trasferì a Londra nel 1955. Lei vi morì poche settimane dopo il suo novantesimo compleanno nel 1956.

## Ascendenza
|                                  |                                    |                                        | Genitori                                  |  |  | Nonni |  |  | Bisnonni          |  |  | Trisnonni                      |  |
|                                  |                                    |                                        |                                           |  |  |       |  |  | William John Gore |  |  | Arthur Gore, II conte di Arran |  |
|                                  |                                    |                                        |                                           |  |  |       |  |  | William John Gore |  |  | Arthur Gore, II conte di Arran |  |
|                                  |                                    | Catherine Annesley                     |                                           |  |  |       |  |  | William John Gore |  |  |                                |  |
| Philip Gore, IV conte di Arran   |                                    |                                        |                                           |  |  |       |  |  | William John Gore |  |  |                                |  |
|                                  |                                    | Caroline Hales                         | Thomas Hales, IV baronetto                |  |  |       |  |  |                   |  |  |                                |  |
|                                  |                                    | Caroline Hales                         | Thomas Hales, IV baronetto                |  |  |       |  |  |                   |  |  |                                |  |
|                                  |                                    | Caroline Hales                         | Mary Heyward                              |  |  |       |  |  |                   |  |  |                                |  |
| Arthur Gore, V conte di Arran    |                                    | Caroline Hales                         |                                           |  |  |       |  |  |                   |  |  |                                |  |
|                                  |                                    | William Francis Patrick Napier         | George Napier                             |  |  |       |  |  |                   |  |  |                                |  |
|                                  |                                    | William Francis Patrick Napier         | George Napier                             |  |  |       |  |  |                   |  |  |                                |  |
|                                  |                                    | William Francis Patrick Napier         | Sarah Lennox                              |  |  |       |  |  |                   |  |  |                                |  |
| Elizabeth Marianne Napier        |                                    | William Francis Patrick Napier         |                                           |  |  |       |  |  |                   |  |  |                                |  |
|                                  |                                    | Caroline Amelia Fox                    | Henry Edward Fox                          |  |  |       |  |  |                   |  |  |                                |  |
|                                  |                                    | Caroline Amelia Fox                    | Henry Edward Fox                          |  |  |       |  |  |                   |  |  |                                |  |
|                                  |                                    | Caroline Amelia Fox                    | Marianne Clayton                          |  |  |       |  |  |                   |  |  |                                |  |
| Mabell Gore                      |                                    | Caroline Amelia Fox                    |                                           |  |  |       |  |  |                   |  |  |                                |  |
|                                  | Robert Jocelyn, III conte di Roden | Robert Jocelyn, II conte di Roden      |                                           |  |  |       |  |  |                   |  |  |                                |  |
|                                  | Robert Jocelyn, III conte di Roden | Robert Jocelyn, II conte di Roden      |                                           |  |  |       |  |  |                   |  |  |                                |  |
|                                  | Robert Jocelyn, III conte di Roden | Frances Theodosia Bligh                |                                           |  |  |       |  |  |                   |  |  |                                |  |
| Robert Jocelyn, visconte Jocelyn | Robert Jocelyn, III conte di Roden |                                        |                                           |  |  |       |  |  |                   |  |  |                                |  |
|                                  |                                    | Maria Stapleton                        | Thomas Stapleton, VI baronetto            |  |  |       |  |  |                   |  |  |                                |  |
|                                  |                                    | Maria Stapleton                        | Thomas Stapleton, VI baronetto            |  |  |       |  |  |                   |  |  |                                |  |
|                                  |                                    | Maria Stapleton                        | Elizabeth Eliot                           |  |  |       |  |  |                   |  |  |                                |  |
| Edith Jocelyn                    |                                    | Maria Stapleton                        |                                           |  |  |       |  |  |                   |  |  |                                |  |
|                                  |                                    | Peter Clavering-Cowper, V conte Cowper | George Clavering-Cowper, III conte Cowper |  |  |       |  |  |                   |  |  |                                |  |
|                                  |                                    | Peter Clavering-Cowper, V conte Cowper | George Clavering-Cowper, III conte Cowper |  |  |       |  |  |                   |  |  |                                |  |
|                                  |                                    | Peter Clavering-Cowper, V conte Cowper | Hannah Anne Gore                          |  |  |       |  |  |                   |  |  |                                |  |
| Frances Clavering-Cowper         |                                    | Peter Clavering-Cowper, V conte Cowper |                                           |  |  |       |  |  |                   |  |  |                                |  |
|                                  |                                    | Emily Lamb                             | Peniston Lamb, I visconte Melbourne       |  |  |       |  |  |                   |  |  |                                |  |
|                                  |                                    | Emily Lamb                             | Peniston Lamb, I visconte Melbourne       |  |  |       |  |  |                   |  |  |                                |  |
|                                  |                                    | Emily Lamb                             | Elizabeth Milbanke                        |  |  |       |  |  |                   |  |  |                                |  |
|                                  |                                    | Emily Lamb                             |                                           |  |  |       |  |  |                   |  |  |                                |  |